# Каэтано ди Араужо, Рафаэл
Рафаэ́л Каэта́ну де Арау́жу (порт. Raffael Caetano de Araújo; род. 28 марта 1985, Форталеза) — бразильский футболист, нападающий.

## Карьера
Свою профессиональную карьеру Рафаэл начал в швейцарском клубе «Кьяссо», с которым подписал контракт в 2003 году. За два сезона в Челледж-лиге, втором по значимости дивизионе Швейцарии, бразилец сыграл 61 игру и забил 30 мячей, заняв с командой в сезоне 2003/04 третье место, а в сезоне 2004/05 — четвёртое. Он отличился в первом же своём поединке за клуб, 18 июля 2003 года в домашнем матче первого тура против Ла-Шо-де-Фон, который завершился победой 3:0. Всего в первом сезоне Рафаэл забил 15 мячей и стал четвёртым бомбардиром Челлендж-лиги. Во втором сезоне он забил также 15 мячей.
В июле 2005 года Рафаэл перешёл в «Цюрих». Дебют за новый клуб, уже в Суперлиге, состоялся 16 июля 2005 года в гостевом поединке первого тура против «Санкт-Галлена», который завершился победой со счётом 3:1, бразилец вышел на замену на 90-й минуте вместо гвинейца Альхассане Кейта. Однако в дальнейшем Рафаэл достаточно легко завоевал себе место в основе. Всего в первом сезоне он провёл за «Цюрих» 31 матч и забил 14 мячей, чем помог клубу стать чемпионом Швейцарии. То же самое произошло и в следующем сезоне, когда бразилец забил 13 мячей в 32 матчах, а «Цюрих» снова стал чемпионом. Чемпионат 2007/08 Рафаэл начал очень активно, забив до Нового Года 12 мячей в 15 матчах, чем привлёк внимание берлинской «Герты», которая в январе 2008 года купила его за 4,5 млн евро. Также среди клубов, которые хотели купить игрока назывался «ФК Москва».
Дебют за столичный клуб состоялся 2 февраля 2008 года в домашнем поединке 18-го тура против франкфуртского «Айнтрахта», который завершился поражением со счётом 0:3, Рафаэл вышел в основном составе и провёл на поле весь матч. И хотя первый блин вышел комом, на дальнейшую игру бразильца это не повлияло. Уже в следующем сезоне он был одним из лидеров команды, а с Марко Пантеличем и Андреем Ворониным они составляли отличную атакующую линию берлинцев, что позволило клубу в том сезоне занять четвёртое место.
Сезон 2009/10 был кошмарным для «Герты», вылет из Бундеслиги был чем-то неожиданным, но игра не шла у всей команды, в том числе и у Рафаэла. Зато на следующий сезон, который берлинцы проводили во Второй Бундеслиге, бразилец активизировался и забил в 30 встречах 10 мячей и отдав 6 голевых передач.
27 июля 2012 года Рафаэл подписал 4-летний контракт с киевским «Динамо». 28 сентября 2012 года на 81 минуте матча с луганской «Зарёй» он забил свой первый мяч за «Динамо».
16 января 2013 года Рафаэл перешёл в «Шальке» на правах аренды до конца сезона 2012/13 с правом последующего выкупа. Его дебют за «Шальке» состоялся 18 января 2013 года в матче 18 тура Бундеслиги против «Ганновера» (5:4), когда он на 90 минуте заменил Льюиса Холтби. В июне 2013 года стало известно, что «Шальке» не будет выкупать Рафаэла.
20 июня 2013 года Рафаэл подписал контракт с мёнхенгладбахской «Боруссией» до 2017 года.

## Семья
Имеет младшего брата Ронни, выступавшего за «Герту» на позиции атакующего полузащитника.